# Gumefens
Gumefens (Gumefin  en patois fribourgeois) est une localité et une ancienne commune suisse du canton de Fribourg, située dans le district de la Gruyère.

## Histoire
Gumefens est situé en bordure de la route cantonale Bulle-Fribourg par la rive gauche du lac de la Gruyère. Deux riches nécropoles de La Tène ancienne et moyenne ont été découvertes dans la localité, aux lieudits Pra-Perrey et Sus-Fey : des tombes de guerriers contenaient des armes (épée, lance), des sépultures de femmes renfermaient des bijoux (fibules, bagues, bracelets en fer, bronze et verre). Un établissement gallo-romain est signalé à Villarvassaux et un cimetière du haut Moyen Âge à Sus-Fey. En 1263, Pierre II de Savoie reçoit d'Ulrich de Vuippens la terre de Gumefens, qu'il inféode aux Everdes-Vuippens. Dès 1325, l'ancienne commune dépend de la seigneurie de Vuippens, avant d'être intégré au bailliage de Vuippens de 1549 à 1798, puis au district de Farvagny de 1798 à 1848 et enfin à celui de la Gruyère. Gumefens fait partie de la paroisse d'Avry-devant-Pont. 
Dès 1979, l'ouverture de l'autoroute A12 a entraîné l'amélioration du réseau routier du village ainsi que l'arrivée de nouvelles entreprises (électricité, menuiserie-ébénisterie, maçonnerie) et un développement résidentiel et touristique : Gumefens possède en bordure du lac de la Gruyère l'un des cinq terrains de camping-caravaning du Sud fribourgeois et fait partie de la Société de développement du lac de la Gruyère. L'ancienne commune rurale ne comptait plus que quelques familles paysannes (porcherie d'élevage) au début du XXIe siècle et près de la moitié de la population active était occupée dans le secteur tertiaire.
Le 1er janvier 2003, Gumefens fusionne avec ses voisines d'Avry-devant-Pont et Le Bry pour former la commune de Pont-en-Ogoz.

## Patrimoine bâti
La chapelle de Gumefens est dédiée à Saint-Jean-Baptiste et fut construite en 1618.

## Toponymie
1298 : Gugmufens
1307 : Gumuffens

## Démographie
Gumefens comptait 215 habitants en 1800, 396 en 1850, 467 en 1900, 367 en 1950, 652 en 2000.